# Dentipellis parmastoi
Dentipellis parmastoi är en svampart som först beskrevs av T.L. Nikolajeva och fick sitt nu gällande namn av Stalpers 1996. 
Dentipellis parmastoi ingår i släktet Dentipellis och familjen Hericiaceae. Inga underarter finns listade i Catalogue of Life.